# Guarda Municipal de Porto Alegre
A Guarda Municipal de Porto Alegre é um órgão público municipal da cidade de Porto Alegre⁣⁣, fundado em 3 de novembro de 1892, e tem como função a ordem dentro do município.

## História
A guarda municipal de Porto Alegre foi criada a 3 de novembro de 1892 juntamente com o sistema municipal de segurança pública, com o principal objetivo de proteger o patrimônio público municipal.
Após melhoria e seu armamento, a guarda municipal expandiu suas operações para 10 outros seguimentos, sendo eles além do combate à pixação e depredação, também o combate à assaltos e a assistência à Brigada Militar no combate ao tráfico de drogas.
Durante a Campanha da Legalidade, a guarda municipal trabalhou juntamente à Brigada Militar na proteção dos prédios municipais e estaduais em prontidão para um possível conflito.
Durante a pandemia de COVID-19 a guarda municipal de Porto Alegre teve mais uma missão atribuída, o controle sanitário e a dispersão de aglomerações principalmente nos bairros boêmios da cidade Cidade Baixa e Moinhos de Vento.

## Missões

### Defesa do patrimônio público municipal

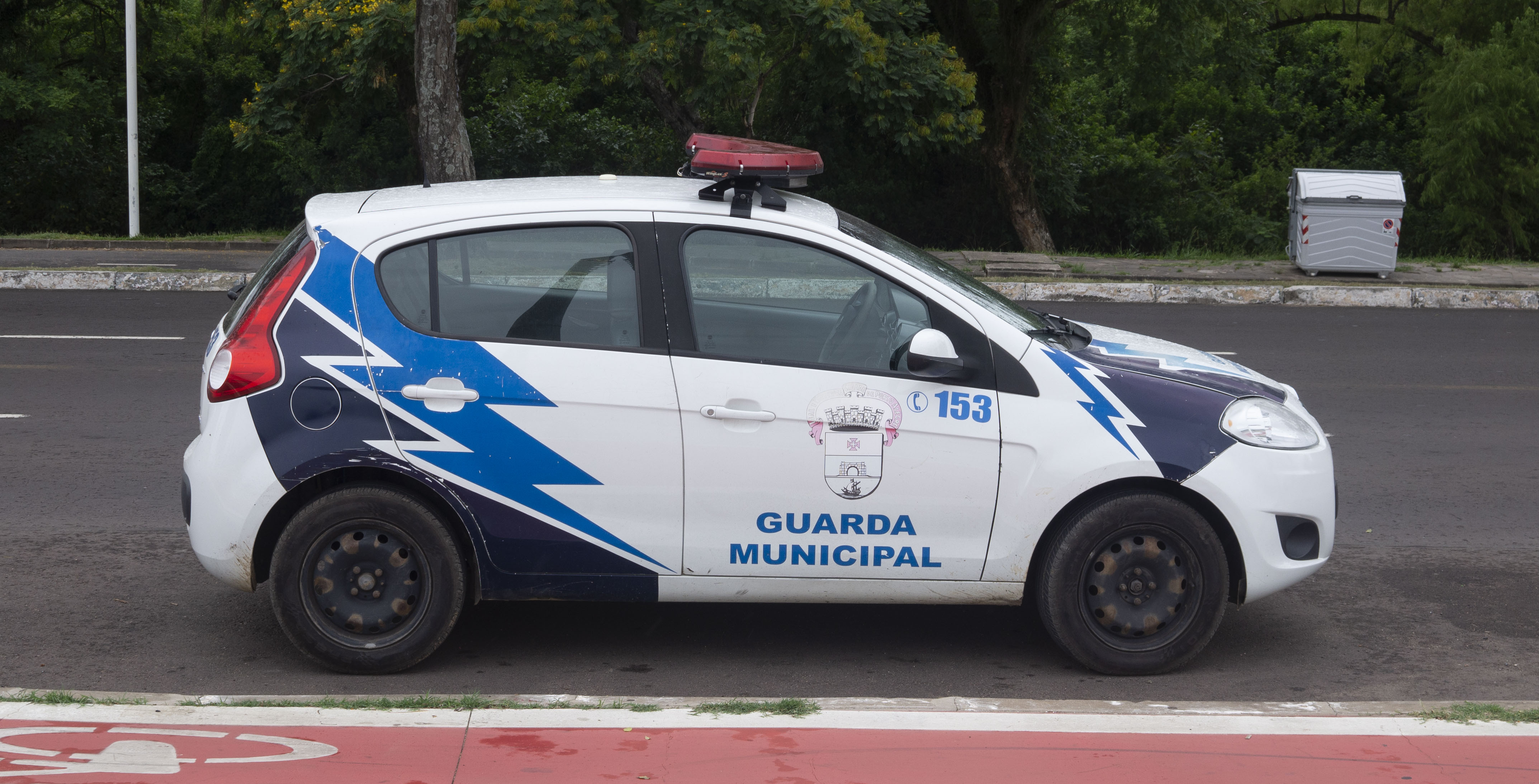
Veículo utilizado pela Guarda Municipal de Porto Alegre, no ano de 2019.

A principal missão da guarda municipal de Porto Alegre sempre foi a defesa dos prédios e monumentos públicos de Porto Alegre.
Com a ajuda da Brigada Militar, a GCM combate de forma ostensiva à vândalos e a pixadores por toda capital gaúcha.

### Segurança em áreas públicas municipais
Outro foco da GCM é o mantimento da ordem e paz em diversos locais da cidade de Porto Alegre. A cobertura de sua segurança na Orla do Guaíba, parque Marinha do Brasil e parque da Redenção são de extrema importância para o combate ostensivo à assaltos.